# Angela Smith (Squashspielerin)
Angela Smith (* 3. Juli 1953 in Stoke-on-Trent) ist eine ehemalige englische Squashspielerin.

## Karriere
Angela Smith war in den 1970er- und 1980er-Jahren als Squashspielerin aktiv. Ihre höchste Platzierung in der Weltrangliste erreichte sie mit Rang sieben im Januar 1984. Mit der britischen Nationalmannschaft wurde sie 1979 Weltmeisterin. Im Finale gegen Australien gewann sie ihr Spiel gegen Vicki Cardwell in vier Sätzen. Als Mitglied der englischen Nationalmannschaft folgten Vizeweltmeisterschaften in den Jahren 1981 und 1983. Zudem gewann sie mit der englischen Mannschaft 1984 den Titel bei der Europameisterschaft. Sie bestritt insgesamt über 100 Partien für England.
Zwischen 1979 und 1989 nahm sie sechsmal in Folge an Weltmeisterschaften im Einzel teil. Dabei erreichte sie 1979 und 1981 mit dem Halbfinale jeweils ihr bestes Resultat. 1983 schied sie im Viertelfinale aus. Bereits 1976 wurde sie britische Landesmeisterin.

## Erfolge
- Weltmeister mit der Mannschaft: 1979
- Europameister mit der Mannschaft: 1984
- Britischer Meister: 1976